# Pimelia angulata
A Pimelia angulata a rovarok (Insecta) osztályának bogarak (Coleoptera) rendjébe, ezen belül a mindenevő bogarak (Polyphaga) alrendjébe és a gyászbogárfélék (Tenebrionidae) családjába tartozó faj.

## Előfordulása
A Pimelia angulata előfordulási területe főleg Afrika északi része, Mauritániától egészen a Sínai-félszigetig, illetve Izraelig. A legdélebbi állományai Szudánban találhatók. A Szahara egyik jellegzetes bogara.

## Alfajai
- Pimelia angulata angulata Fabricius, 1775
- Pimelia angulata angulosa Olivier, 1795
- Pimelia angulata antiaegypta Koch, 1937[2]

## Megjelenése
Körülbelül 25-35 milliméter hosszú. Teljesen fekete, de csak részben fénylő kitinpáncélzatú. A szárnyfedőin néhány hosszanti sornyi rövid tüske vagy kis kiemelkedés látható.

## Életmódja
Ez a bogárfaj a száraz éghajlathoz és a sivatagos területekhez alkalmazkodott. Habár nappal tevékenykedőfajnak számít, a Pimelia angulata inkább a hűvösebb kora reggelkor és késő délutánkor mozog. A forró nappali órákat, kis csoportokban a homokba bújva tölti. Ez a rovar főleg törmelékkel táplálkozik; azonban a szaporodási időszakban kannibállá változhat.

## Képek

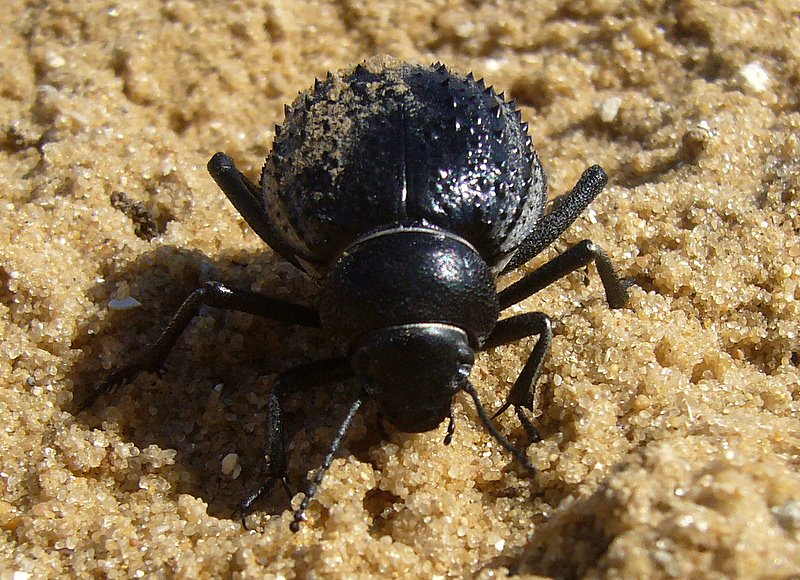
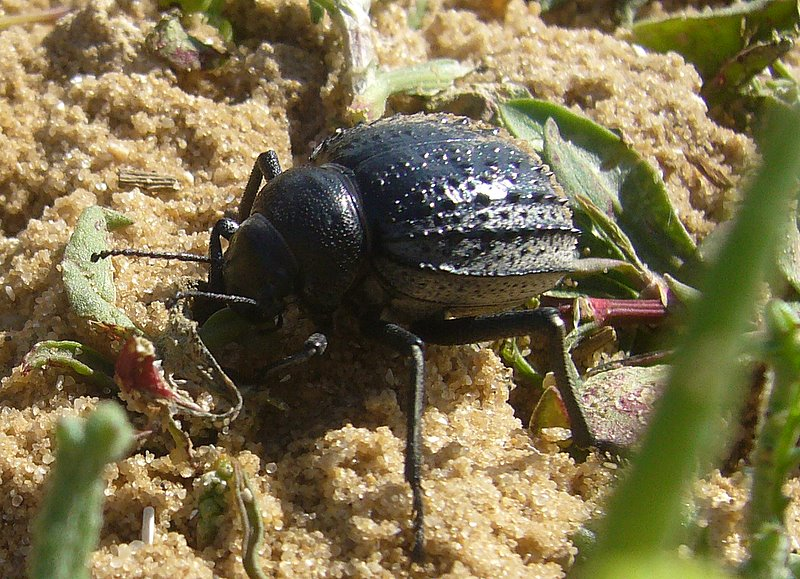
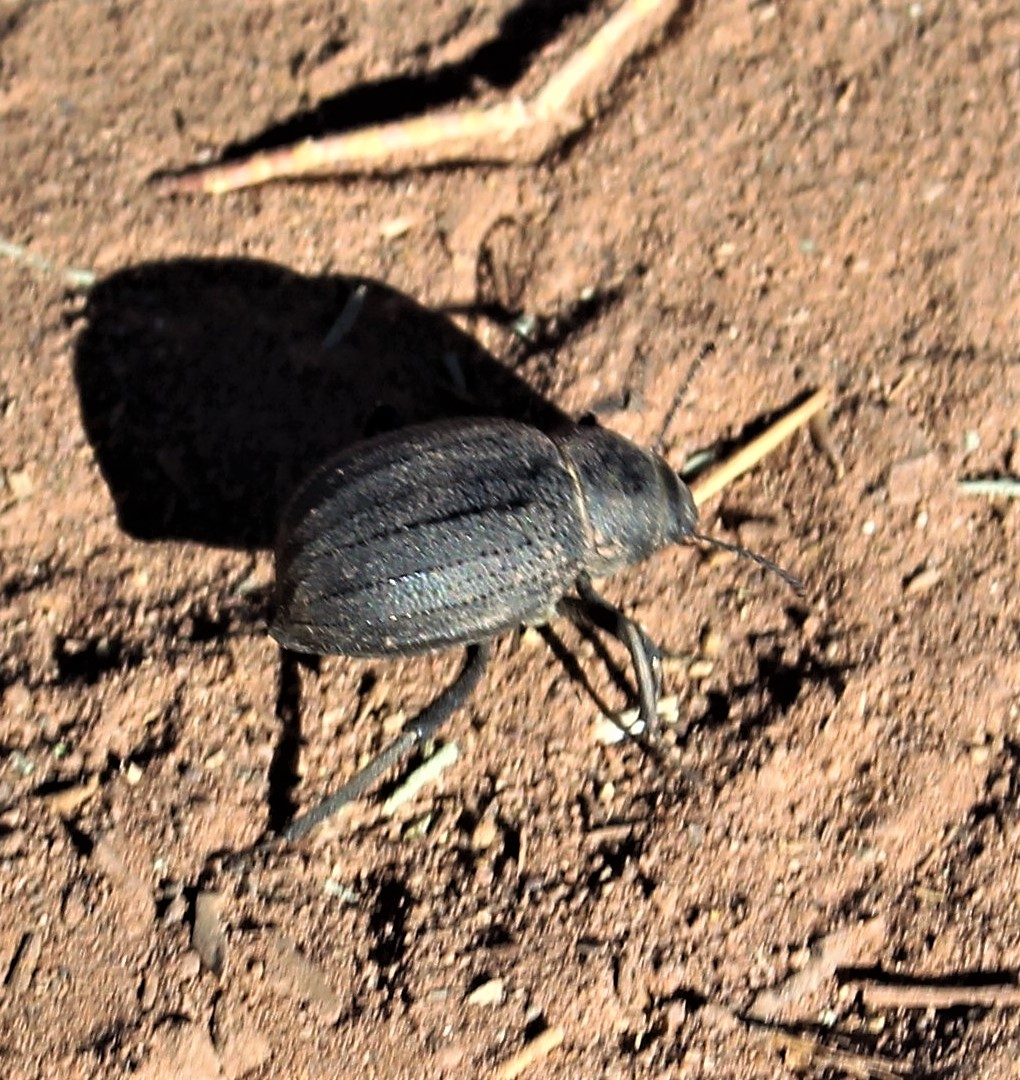

## Szaporodása
A Pimelia angulata univoltin faj, azaz egy évben, csak egy nemzedéke van. A fiatal imágó januárban jön elő, amikor is a sivatag néhány növénye virágozni kezd. A bogár a dűnéken párzik; ezután a nőstény sekély lyukakat váj a homokba. Mindegyik lyukba csak egy-egy, fehér rizsszemre emlékeztető petét rak. A pete és a lárva a homokban marad. A felnőtt 50 Celsius-fokos hőmérsékletnél elpusztul.

### Fordítás
- Ez a szócikk részben vagy egészben  a   Pimelia angulata című angol Wikipédia-szócikk ezen változatának fordításán alapul.  Az eredeti cikk szerkesztőit annak laptörténete sorolja fel. Ez a jelzés csupán a megfogalmazás eredetét és a szerzői jogokat jelzi, nem szolgál a cikkben szereplő információk forrásmegjelöléseként.